# 古雷镇
古雷镇是中国福建省漳州市漳浦县下辖的一个镇，位于漳浦县南端的古雷半岛。古雷镇有中国八大天然深水良港之一的古雷港。

## 历史沿革
宋朝，属漳浦县常乐乡绥康里。明清时期，属九都（今古雷镇及杜浔镇部分地区）。清康熙年，在古雷、油澳、港口等地设保。
中华民国5年，划归东山县。
1955年12月，复归漳浦县管辖，属古雷区。1958年3月，改设古雷乡。1958年10月，归杜浔人民公社。1961年7月，设古雷人民公社。1984年8月，古雷人民公社改为古雷乡。1992年2月,改为古雷镇。

## 行政区划
古雷镇共辖13个行政村，分别是：
西林村、港口村、下堀村、古雷村、油沃村、坡内村、杏仔村、半湖村、龙口村、西寮村、岱仔村、古城村、下垵村。